# Droga wojewódzka 622
Die Droga wojewódzka 622 (DW 622) ist eine 13 Kilometer lange Droga wojewódzka (Woiwodschaftsstraße) in der polnischen Woiwodschaft Masowien, die Chrcynno mit Szadki verbindet. Die Strecke liegt im Powiat Nowodworski und im Powiat Legionowski.

## Streckenverlauf
Woiwodschaft Masowien, Powiat Nowodworski
-  Chrcynno (DW 632)
- Popowo-Północ
- Jaskółowo

Woiwodschaft Masowien, Powiat Legionowski
- Zabłocie
- Święcienica
-  Szadki (DK 62)